# Војни свештеници у српској војсци у Великом рату
Војни свештеници у српској војсци у Великом рату били су један од облика очувања православне вере и одржавања морала код војника и старешина у Србији и касније у изгнанству. Организована је тако да омогући остваривање верских права припадника српске војске која се у на почетку рата испољавала кроз прослављања или макар обележавање, Крсне славе, Божића и Васкрс, а наставила касније у адаптираним објектима у црквама и кроз испољавање других верских садржаја, верника и свештенства.
У рату, који је водила Србија,   као и у изганству у јединицама, болницима и превијалиштима, уз рањене и оне на самрти, од 28. јула 1914. године до 11. новембра 1918, године налазила су се се 234 војна свештеника, од чега су двојица била војни имами, један војни рабин, а двојица војних ђакона.
Тако је традиција очувања вере и верске службе која је  институционално почела 1839. године  у српској војсци  сачувана и у Првом светском рату у рововима на последњој линији одбране Косова, у одступници преко Албаније и дуж албанског приморја на тлу Грчке и Северне Африке, Француске...све до повратка у домовину.

## Значај
Због временског трајања Првог светског рата и чињенице да  је српска војска велики део ратан  провела ван  територије  Србије, улога војних свештеника имала је још већи значај.
Било  да  су  се  налазили  у борбеним јединицама или у позадини, војни свештеници имали су важну  улогу  у  јачањ  борбеног морала  војника. Својим  ангажовањем знатно су допринели очувању традиционалних националних и верских вредности и очували висок морал војника у најтежим ратним приликама.

## Историја
Војни свештеници у српској војсци били намењени за вршење вероисповедних обреда у војсци у миру и рату и постављани су на ове дужности у складу са Законом о устројству војске Краљевине Србије од 9. фебруара 1901. године, као стални, хонорарни и почасни војни свештеници. Сталне војне свештенике постављао је краљ својим указом а место службовања одређивао им је министар војни својом наредбом.
Изменама и допунама Закона о устројству војске од 13. априла 1904. године укинуте су свештеничка струка и положај сталног војног свештеника. Смањивање финансијских издатака за  војску био је главни разлог за усвајање овог закона који је директно имао последице по војносвештеничку струку. Током скупштинске расправе министар војни Радомир Путник је на критику посланика одговорио да је усвојено да се ангажују хонорарни свештеници уместо „војних прота и  светеника, који имају велике плате”.
Негативне последице овог закона посебно су дошле до изражаја у Првом светском рату, пре свега због непостојања довољног  броја војних свештеника обучених за војне дужности, као и непостојања јасних критеријума за селекцију приликом њиховог пријема у војску.
Категориј сталних војних свештеника припадале су:
- војне проте, које су имали једну класу која је одговарала чину мајора,
- војни свештеници, подељени на две класе које су одговарале чину капетана прве класе, односно капетана друге класе,
- војни ђакони, подељени на две класе.

Свештеници су за свој рад били су одговорни референту за вероисповедне послове. Његово формацијско место било је у Ађутантском одсеку Општевојног одељења Министарства војног. Мишљење референта за вероисповедне послове било је пресудно за постављења и промену распореда војних свештеника.
Приликом постављења свештеника на војну дужност или његове прекоманде, иницијатива је долазила од команданта јединице или начелника установе, а коначну одлуку доносио је референт за вероисповедне послове који је имао увид делатност и личне способности сваког свештеника на војној дужности. Начелну  сагласност за постављење давао је и српски митрополит Димитрије посебно током 1914. и 1915. године, док за период од 1916. до 1918. постоји свега неколико документованих  случајева  да је његова сагласност уопште и тражена.
Војни свештеници који су по распореду учествовали у балканским ратовима, у начелу, остали су у истим јединицама и када је почео Први светски рат 1914. године и на тим дужностима су били све до октобра 1915. године
Приликом постављења свештеника у српским војним болницама током Првог светског рата било је пресудно мишљење начелника Санитетског одељења Врховне команде, док је за постављење српских свештеника у савезничким болницама на Солунском фронту била потребна сагласност команданта Источне војске. Санитетско одељење Врховне команде било је надлежно, а и по свом позиву  упућено  у решавање распореда  војних свештеника по болницама.  Начелник  Санитетског одељења  предложио је 13. априла 1916. начелнику Ађутантског одељења да се изврши промена у распореду од 27. марта којим су одређена по три војна свештеника за болнице на острвима Видо и Лазарет.12

### Нова попуна свештеницима од 12. октобра 1915.
Врховна  команда српске војске  упутила  је 3. јула 1915. године захтев да Архијерејски синод  Српске цркве достави спискове свештеника који се могу употребити у ратним јединицама. На основу тог списка 29. септембра  1915. године извршен је нови распоред војних свештеника у српској  војсци.
Решењем министар војног од 12. октобра 1915. године извршена је  нова  попуна  јединица  војним  свештеницима. У складу са овим решењем Министарство војно је 13. октобра 1915. године упутило Врховној команди списак са новим распоредом војних свештеника, уз напомену да новопостављене  свештенике  треба  одмах  упутити  на  дужност,  а  досадашње  одмах  разрешити од  војне  дужности. У сладу са овим ређењем на  404.020  војника, колико  је српска војска имала на дан почетка непријатељске офанзиве 6. октобра  1915, српска војска је имала  92  свештеника.
Након  реорганизације  српске војске на Крфу дошло је до новог распоређивања свештеника, па је тако на  основу  Уредбе  о  распореду  војних свештеника од  27.  марта 1916. године,  у  јединицама  распоређена  62  војна  свештеника.  У  наредном периоду свештеници су по потреби службе распоређивани и у друге јединице

### Свештеници других конфесија на солунском фронту
Поред православних војних свештеника, у српској војсци у Првом светском рату била су и:
- двојица војних имама - Мехмед  Хашимић,  имам  из  Шапца,  био  је  од  почетка  Првог светског рата до октобра 1915. у 6. пешадијском пуку II позива, затим у Мухамеданском батаљону Дринске дивизије II позива, у Штабу Дринске дивизије до доласка на Крф када је поново враћен  у 6. пешадијски  пук.  Остао  је  војни  имам  2.  пешадијског  пука Дринске дивизије све до 20. маја 1919. године. Имам Абдул Баки био је 1917. и 1918. године војницима  у Команди места Солун.
- један војни рабин-5   Шалом Русо који је наредбом начелника Штаба  Врховне  команде од 27. децембра 1916. године  постављен је за првог војног рабина.
- римокатолички свештеници - на служби у француским јединицама  савезничке команде, који су због задовољења верских потреба  војника  римокатоличке  вере  обављали службу и у  српској  војсци  од 21. септембра 1918. године.[9]

## Задатак војних свештеника
Задатак војних свештеника, који је био прописан још 9. јуна 1876. године у Пропису о дужностима војних свештеника при  Врховној  команди  команди дивизија  и  команди  бригада, све време Првог светског рата био је да:
- читају молитве,
- учествују риликом полагања заклетве војника,
- служење опела и парастоса погинулим и умрлим војницима,
- учествују на прославама државних и верских празника, као и  приликом   обележавања слава пешадијских и  коњичких пукова без   изузетка сваке  ратне   године.
- охрабрују војнике,
- причешћују оне који су на самрти.
- састављају програм наставе за потребе моралног васпитања војника и  држе  предавања два пута недељно,

Ове активности  усмеравао је и контлисао је војни  владика,  односно  главни војни  свештеник.

### Дужности и права војног свештеника при дивизији
Дужности и права војног свештеника при дивизији била су у оквиру дивизије иста као и војног владике у целој војсци. Свештеник је у договору са командантом дивизије одређивао дане и начин одржавања  церемонија  као  што  су слављење  народних празника, слављење добивених битака, давање парастоса погинулим војницима и друге сличне прилике.

### Дужности и права војног свештеника при бригадама
Војни свештеници при бригадама имали су дужност да:
- на маршу искористе сваку прилику да изнемогле и клонуле војнике подстакну да поднесу напор,
- у условима логорског живота охрабрују војнике како би подносили немаштину и друге тешкоће,
- пре борбе укажу војницима да ће с вером у Бога победити
- у боју буду код превијалишта  како би рањеницима пружали духовну утеху и
- причешћивали војнике који су на самрти.

### Дужности и права војног свештеника при болницама
Према  правилу  још од 9. јуна 1876. године  свака  болесничка  соба  морала  је да има кадионицу и свећу.  Служење парастоса, четрдесетодневог и годишњег, погинулим и умрлим војницима било је предвиђено Правилима службе и било је део дужности које су обављали војни свештеници.
Највећи број рањених  српских  војника  био је смештен  у војним  болницама 
на острву Видо, у савезничким  болницама у Говину, Мораитици, Ахилеону, Водени, Верији, Соровићу, Седесу, Самли, Карабуруну. У свим овим болницама   налазио се по један војни свештеник српске војске.
Рањени и болесни српски војници били су смеште  и у британским, француским и руским војним болницама у којима је био распоређен по један српски војни свештеник.

### Јачање борбеног морала
Војни свештеници су током рата добили и задатак да у  сваком тренутку  буду  духовници који ће својим молитвама и кроз моралне поуке допринети јачању борбеног  морала  српске  војске.

### Настава из веронауке
Војни свештеници су све време рата држали и часови веронауке у складу  са  ратним  приликама.  Тако је нпр. према  распореду  рада  20.  пешадијског пука од 29. јула до 13. августа 1915. године  сваки батаљон у пуку имао је, поред других часова, и по три часа веронауке.

## Војни свештеници у савезничким болницама
На основу сачуваних података, српских војних свештеника у савезничким болницама  било је 27, и то  у:
- 1. резервној болници у Седесу,
- 7. француској привременој болници,
- 3.  француској болници на  Зејтинлику,
- Француској болници  у  Самли,
- 1.  британско‐српској  болници у  Водену,
- 2. британско‐српској болници у Соровићу,
- 3. британској војној болници у Соровићу,
- 36. британској болници у Вертекопу (данас Скидра),
- 37. британској  војној  болници  у  Вертекопу,
- 38. британској  болници  у Микри,
- 41. британској болници у Шамли,
- Болница шкотских жена у Солуну,
- Болници  у Карабуруну,
- Болници Друге  руске  дивизије,
- Руској пољској болници у Верији,
- Британској болници Говино,
- Резервној војној болници бр. 3 у Микри,
- Француској болници у замку Ахилеон  (недалеко  од  града  Крфа),
- Британско‐српској  болници  у  Светом Стефану на Крфу,
- Болници у Мораитики,
- Болници у Ници,
- Болници у Тулону,
- Болницама у Кап Матифу, у Алжиру,
- Болници у Бону, Алжир,
- Болници у Бизерти,
- Болници у Тунису,
- Болници у Сиди Абдалаху.

## Верска литература коршићена у Првом светском рату
У циљу јачања борбеног морала, код српских војни доком Првог светског рата  коришћена је и верска  литература,
- „Молитву за победу нашега оружја”,  коју је саставио Митрополита  Димитрије 1916. године,
- „Молитва српскихаратника објављена у а прилу 1916. године у Српским новинама на на Крфу.

Војним свештеницима је 12. маја 1916. године достављено 330 комада молитви ради читања за победу српског и савезничког оружја.